# Lambdina turbataria
Lambdina turbataria är en fjärilsart som beskrevs av Barnes och Mcdunnough 1916. Lambdina turbataria ingår i släktet Lambdina och familjen mätare. Inga underarter finns listade i Catalogue of Life.